# Corpo di spedizione italiano in Russia
Das Corpo di spedizione italiano in Russia (deutsch Italienisches Expeditionskorps in Russland, CSIR) war ein italienisches Armeekorps im Zweiten Weltkrieg. Aufgestellt wurde es am 10. Juli 1941. Am 9. Juli 1942 wurde es in XXXV Corpo d’armata (deutsch XXXV. Armeekorps) umbenannt und in die neu aufgestellte italienische 8. Armee eingegliedert. Das Expeditionskorps operierte von August 1941 bis Juli 1942 mit deutschen Verbänden der Heeresgruppe Süd in der Ukraine.

## Formationsgeschichte

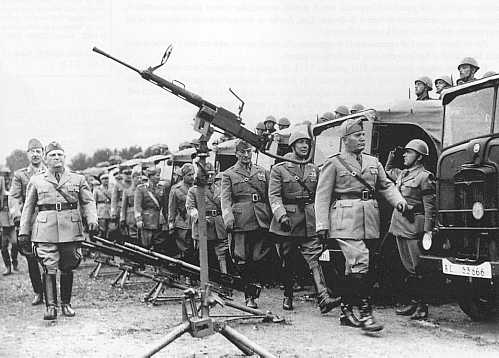
Inspizierung des CSIR vor der Verlegung in die Sowjetunion (1941)

Das CSIR entstand im Wesentlichen aus dem 1939 in Cremona aufgestellten (XXXV.) (teil-)motorisierten Korps. Neben der 9. Infanteriedivision Pasubio und der 52. Infanteriedivision Torino erhielt es die 3. schnelle Division Principe Amedeo Duca d’Aosta. Die Infanteriedivisionen waren zweigliedrige Divisionen mit nur zwei Infanterieregimentern und einem Artillerieregiment. Mit ihren jeweils rund 10.000 Mann waren sie kleiner und schwächer als Infanteriedivisionen der Wehrmacht. Da die Zahl der Fahrzeuge nicht ausreichte, um beide Divisionen gleichzeitig zu verlegen, konzentrierte man sie meist bei der Division Pasubio, die daher mit den deutschen Truppenbewegungen mithalten konnte. Die 3. schnelle Division war ein rund 7.500 Mann umfassender hybrider Verband mit zwei Kavallerieregimentern,
einem Bersaglieri-Regiment, einer leichten Panzerabteilung mit 60 Tanketten vom Typ L3/33 sowie einem bespannten Artillerieregiment. Im März 1942 verlor die schnelle Division die Kavallerieregimenter Savioia Cavalleria und Lancieri di Novara sowie ihr bespanntes Artillerieregiment, mit denen eine berittene Kampfgruppe gebildet wurde (Raggruppamento Truppe a Cavallo). Im Gegenzug erhielt sie zum verbliebenen 3. das 6. Bersaglieri-Regiment, das 120. motorisierte Artillerieregiment und eine neue Panzerabteilung auf L6/40. Die 3. schnelle Division galt nunmehr als motorisierte Division.
Zu den Korpstruppen gehörte die 63. motorisierte Legion Tagliamento, ein aus drei Bataillonen bestehender Verband der faschistischen Miliz, sowie der 30. Korpsartillerieverband mit fünf Abteilungen und Flugabwehreinheiten. Insgesamt bestand das Expeditionskorps aus 62.000 Mann mit 220 Geschützen, 92 Panzerabwehrkanonen und 5.500 Kraftfahrzeugen. Zum CSIR gehörten auch Einheiten der italienischen Luftstreitkräfte mit insgesamt 83 Flugzeugen. Als Kommandierender General war Francesco Zingales vorgesehen, der jedoch während der Verlegung des Korps in die Sowjetunion in Wien erkrankte und von General Giovanni Messe abgelöst wurde. Nachdem das CSIR im Juli 1942 als XXXV. Korps in die 8. Armee eingegliedert worden war, blieb Messe noch bis Anfang November 1942 an dessen Spitze, dann gab er den Posten an Zingales ab.

## Einsatzgeschichte

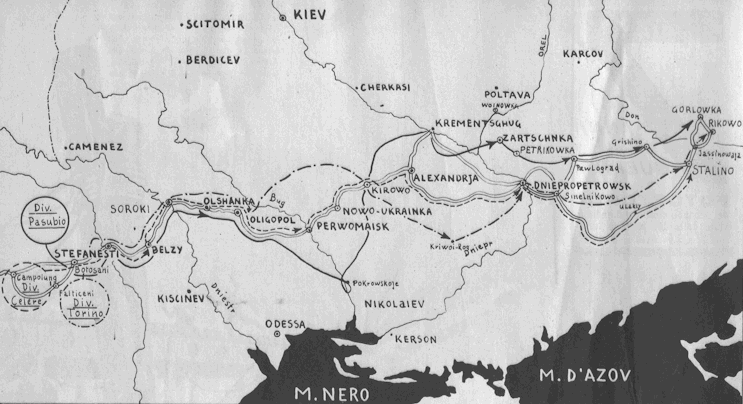
Vormarsch des CSIR von Jampol bis Stalino

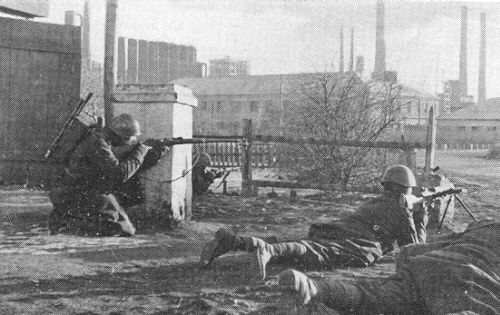
Italienische Soldaten in Stalino

Vier Wochen nach Beginn des Deutsch-Sowjetischen Krieges wurde das CSIR an die Ostfront verlegt. Der deutsche Generalstab hatte Italien nicht zur Entsendung von Truppen aufgefordert, sondern die Initiative ging von Mussolini aus. Er konnte sich nicht aus diesem Konflikt heraushalten, da der „bürgerliche Kreuzzug gegen den Bolschewismus“ Teil der nationalen italienischen Mythologie war und seine „Philosophie der Tat“ ihm verbot sich diesem Vergleichstest im Moment der totalen Konfrontation zwischen Völkern, Staaten und Regimen zu entziehen. Nach dem Bahntransport bis Máramarossziget, Felsővisó und Borșa überquerte es die Karpaten aus eigener Kraft und sammelte sich bis zum 5. August 1941 bei Botoșani. Als Reserve der deutschen 11. Armee der Heeresgruppe Süd erhielt das CSIR den Befehl, nach Jampol am Dnister zu verlegen, was zunächst nur der Division Pasubio mit ihren Lancia 3Ro in der erforderlichen Schnelligkeit gelang. Von dort aus stieß die Division mit deutschen Verbänden in Richtung Bug-Mündung vor, um sowjetischen Verbänden den Rückzug abzuschneiden. Im Gefecht bei Jasna Poljana konnte sich die Division durchsetzen. Am 14. August 1941 wurde das CSIR der Panzergruppe 1 unterstellt, deckte dessen linke Flanke und machte damit deutsche Divisionen für die Angriffsspitze frei.
Anfang September 1941 übernahm das CSIR einen rund 150 km langen Frontabschnitt bei Dnjepropetrowsk. Dort erhielt es den Auftrag, sowjetische Verbände zwischen dem Fluss Orel und dem Brückenkopf von Dnjepropetrowsk mit einer Zangenbewegung auf Petrikowa einzukesseln. In der am 30. September 1941 abgeschlossenen Operation machte das CSIR rund 10.000 Gefangene. Sie begünstigte auch den Vorstoß der 17. Armee auf Poltawa.
Als die Panzergruppe 1, nunmehr 1. Panzerarmee, im Oktober auf Rostow und das Donezbecken vorstieß, übernahm das CSIR wiederum die Sicherung der linken Flanke. Es unterstützte einen Angriff auf Pawlograd. Zusammen mit dem deutschen XXXXIX. Gebirgskorps eroberte das CSIR am 20. Oktober 1941 das Industrierevier von Stalino. Die Bersaglieri der schnellen Division zeichneten sich bei der Eroberung des Bahnhofs von Stalino sowie am 1. November bei der Eroberung von Rykowo aus. Die Division Pasubio
wurde nach der Eroberung von Gorlowka wenige Kilometer nördlich, bei Nikitowka, in schwere Kämpfe verwickelt.
Am frühen Morgen des 25. Dezember 1941 begann ein sowjetischer Angriff auf das CSIR, das Stalino halten konnte und dann mit deutscher Unterstützung verlorenes Gelände zurückeroberte. Ende Januar 1942 verlegte eine Kampfgruppe des CSIR nach Isjum, rund 100 km nördlich von Gorlowka, wo es deutsche Verbände der 17. Armee bis Mai 1942 unterstützte. Der Rest des italienischen Korps verblieb im Frühjahr im Raum Stalino, wo es zum Teil umgegliedert und verstärkt wurde. Am 3. Juni 1942 wurde es der deutschen 17. Armee unterstellt, am 9. Juli dann der neugebildeten italienischen 8. Armee.